# Nervosa
A Nervosa háromtagú, nőkből álló brazil thrash metal zenekar.
2010-ben alakultak meg São Paulo-ban.  Fő témáik a társadalom és az apokalipszis. A koncertjeiken általában olyan pólókat viselnek, amelyeken neves thrash/death metal zenekarok nevei láthatók (pl. Nuclear Assault, S.O.D., Vader, Kreator). Fernanda Lira és Luana Dametto 2020-ban elhagyták az együttest.
Ők ketten 2020-ban új zenekart alapítottak "Crypta" néven, amely old-school death metalt játszik.

## Diszkográfia
- Time of Death [EP] (2012)
- Victims of Yourself (2014)
- Agony (2016)
- Downfall of Mankind (2018)
- Perpetual Chaos (2021)